# Contribution au service public de l'électricité
La contribution au service public de l'électricité (CSPE) est un prélèvement fiscal sur la consommation d'électricité en France, créé au début des années 2000. Il sert à dédommager les opérateurs des surcoûts engendrés par les obligations qui leur sont imposées par la loi sur le service public de l'électricité et vise à rendre ces obligations compatibles avec l'ouverture à la concurrence du marché de l'électricité. Elle est acquittée par le consommateur final d'électricité (via sa facture). Elle a produit 1,66 milliard d'euros en 2009, 5,62 Mds € en 2014, 8,45 Mds € en 2018 et la Commission de régulation de l'énergie (CRE) prévoit 8,4 Mds € en 2020.
La CSPE a été réformée en 2015 : elle est fusionnée avec la taxe intérieure sur la consommation finale d'électricité (TICFE), qui reprend le nom de CSPE, et ne couvre plus l'évolution des charges dues aux EnR au-delà de 2015, qui est désormais financées par la contribution climat-énergie.
Selon la CRE, la CSPE devait correspondre à environ 16 % de la facture moyenne d'électricité des ménages en 2016, dont 39 % dédiés aux subventions du photovoltaïque et 17 % de l'éolien.

## Historique

### Contexte et étapes préliminaires
Au cours des décennies précédant l'ouverture du secteur électrique à la concurrence, les pouvoirs publics avaient imposé aux opérateurs historiques du secteur, en particulier à EDF, plusieurs obligations de service public :
- à la fin des années 1970 : péréquation des tarifs au bénéfice des départements d'outre-mer ; le coût de production de l'électricité était beaucoup plus élevé dans ces départements qu'en métropole ; le gouvernement a décidé d'imposer à EDF de leur appliquer les mêmes tarifs qu'en métropole, sans compensation du fait du monopole dont jouissait alors EDF et de son caractère d'entreprise publique ;
- durant les années 1990 : institution en 1997 d'une obligation d'achat par EDF et les ELD de l'électricité produite par les centrales de cogénération[1] (production combinée de chaleur et d'électricité) : cette technique permettant d'atteindre des rendements plus élevés que dans les centrales classiques (jusqu'à 80 ou 90 % dans des conditions optimales, contre moins de 40 %), elle était considérée comme un moyen de réduire la dépendance aux combustibles fossiles, et était donc promue par la Communauté économique européenne ; les pays nordiques et l'Allemagne jouaient, et jouent encore, le rôle de précurseurs dans ce domaine ;
- au début des années 2000 : instauration progressive de conditions tarifaires préférentielles pour les catégories sociales défavorisées : conventions pauvreté-précarité, puis tarifs sociaux (Tarif de première nécessité créé en 2000 et mis en place en 2005).

L'obligation d'achat à des tarifs réglementés de la production d'électricité d'origine renouvelable n'avait pas été instituée en France avant 2000 ; mais elle avait été introduite dès les années 1980 au Danemark (en particulier pour les éoliennes) ; de même en Allemagne dès 1991 (Loi de « réinjection de courant », améliorée ensuite par la loi Erneuerbare Energien Gesetz ou Loi sur les énergies renouvelables) adoptée le 29 mars 2001 accordant 20 ans de tarif/obligation d'achat garantis,. Alors que la taxe allemande est uniquement consacrée à la compensation des surcoûts des EnR, la CSPE compense des charges de natures différentes.
La directive 96/92/CE adoptée le 19 décembre 1996 établit les règles communes pour le marché intérieur de l'électricité ; les états avaient jusqu'au 19 février 1999 pour la transposer. La France, étant l'un des pays les plus réticents à l'ouverture du marché de l'électricité, n'a transposé cette directive qu'en février 2000.

### Fonds du service public de la production d'électricité
Les obligations de service public entrainaient des surcoûts incompatibles avec la concurrence ; il a donc été nécessaire, lors de la transposition dans le droit français des directives européennes créant le marché intérieur de l'énergie, de prévoir des dispositions assurant aux opérateurs historiques de l'électricité, désormais soumis à concurrence, une compensation de ces surcoûts.
L'article 5 de la loi no 2000-108 du 10 février 2000 institue un dispositif très proche de celui de la CSPE sous la dénomination de FSPE (Fonds du Service Public de la Production d'Électricité), déjà géré par la CDC ; il n'avait encore été mis en place que partiellement lorsque la loi du 3 janvier 2003 est venu le réformer.

### Création
La CSPE est instituée par la loi no 2003-8 du 3 janvier 2003 par le biais d'une modification de l'article 5 de la loi no 2000-108 du 10 février 2000 sur le service public de l'électricité. Son fondement juridique est aujourd'hui contenu dans les articles L. 121-6 et suivants du code de l'énergie. L'organisation de son fonctionnement est précisée par le décret no 2004-90 du 28 janvier 2004 modifié relatif à la compensation des charges du service public de l’électricité.

### Réforme (2015-2018)
En 2015, la réforme du financement des charges de service public comporte deux volets principaux :
- les charges de service public de l’électricité et du gaz sont désormais inscrites au budget de l’État (programme « service public de l’énergie » et compte d’affectation spéciale « transition énergétique ») ;
- l’ancienne contribution au service public de l’électricité est fusionnée avec la taxe intérieure sur la consommation finale d’électricité (TICFE), accise préexistante sur l’électricité qui reprend le nom de CSPE. Son niveau est fixé à 22,5 €/MWh pour 2016 et 2017. Ses régimes d’exonération sont revus : les anciens plafonnements de CSPE disparaissent au profit de taux réduits pour certains types d’utilisation de l’électricité (installations industrielles électro-intensives, transport de personnes et de marchandises par train, métro, tramway, câble et trolley-bus...), fixés en conformité avec la directive 2003/96 sur la taxation de l’énergie[11].

La CRE présente cette réforme de la façon suivante : « La CSPE, la CTSS et la contribution biométhane sont supprimées pour les consommations postérieures au 31 décembre 2015. Les dispositions précédentes s’appliquent pour une période transitoire permettant de solder les recouvrements de ces contributions et les dispositifs d’exonération dont peuvent bénéficier les consommateurs au titre de 2015 ».
Pour freiner la hausse de la CSPE, le gouvernement l'a réformée en deux temps. Le collectif budgétaire de la fin 2015 a d’abord acté une réforme juridique de la CSPE, pour répondre aux critiques de Bruxelles sur sa nature : elle devient ainsi une composante de la TICFE. Cela permettra notamment un meilleur contrôle budgétaire. Le deuxième volet de la réforme intervenu début 2017 joue sur les factures : le développement des énergies renouvelables, jusqu’ici seulement financé par les consommateurs d’électricité, est désormais aussi supporté par les consommateurs d’énergie fossile (gaz, carburants...), au travers de la contribution climat énergie (CCE). Les hausses prévues de cette taxe carbone (56 €/tonne de CO2 visés en 2020, contre 22 €/t en 2016) serviront à financer les hausses à venir de CSPE.
En 2018, à la suite d'une procédure lancée en 2012 par une entreprise contestant en justice le paiement de la CSPE au motif que cette taxe serait au moins en partie incompatible avec le droit européen de 2008, et après que la Cour de justice de l'Union européenne (CJUE) ait conclu que certains contribuables pouvaient prétendre à un remboursement partiel de la CSPE pour 2009-2015, le Conseil d'État français a confirmé cette possibilité. Pour 2009, serait remboursable 7,42 % du montant de la CSPE, soit 122 millions d'euros selon la CRE, représentant la part de la taxe allouée aux autres objets que le financement des énergies renouvelables. Les taux de remboursement pour les années 2010-2015 n'ont pas été évalués, car le Conseil d'État n'a pas statué sur une affaire concernant ces 5 années.

### Réduction de la TICFE/CSPE de 2022 à janvier 2024
Face à la forte augmentation des prix de gros de l'électricité, le gouvernement Jean Castex s'engage fin septembre 2021 à plafonner la hausse du tarif réglementé de vente (TRV) à 4 %, alors qu'elle se serait élevée à 35 % si aucune mesure gouvernementale n'avait été prise. Il décide de réduire la TICFE qui est ramenée de 22,50 €/MWh à 50 centimes, le minimum autorisé par Bruxelles, ce qui correspond à un coût de 8 milliards € pour le budget de l'État.
Le 19 janvier 2022, la Commission de régulation de l'énergie (CRE) publie sa « proposition d'évolution des tarifs réglementés de vente d'électricité (TRVE) au 1er février 2022 ». Elle évalue à 44,5 % la hausse des TRVE qui aurait été applicable aux consommateurs résidentiels sans les mesures annoncées par le gouvernement. Elle explique cette forte hausse par trois facteurs principaux : « la forte hausse des prix du gaz en Europe, induite par la reprise économique et amplifiée par le faible niveau des livraisons de gaz russe ; l’augmentation des prix du CO2 en Europe ; la moindre disponibilité du parc nucléaire français cet hiver ». Elle évalue l'impact de la baisse, prévue dans la loi de finances pour 2022, de la taxe intérieure sur la consommation finale d’électricité (TICFE), aujourd’hui fixée à 22,5 €/MWh, à sa valeur minimale de 1 €/MWh : cette mesure fiscale ramènera la hausse des TRVE à 20,04 % TTC pour les consommateurs résidentiels. Enfin, la mise à disposition par EDF de 20 TWh d’ARENH supplémentaires au 1er avril 2022 réduira le coût d’approvisionnement pris en compte dans les tarifs réglementés. La loi de finances pour 2022 permet la fixation, par arrêté, d’un barème des TRVE correspondant à une augmentation de 4 % TTC en moyenne. Une fois la fiscalité réduite et les volumes d’ARENH mis à disposition, la CRE évaluera l’éventuel rattrapage à réaliser en 2023 sur les TRVE, dont le niveau dépendra des prix de marché en 2022 et des éventuelles mesures qui seront prises.
Le 21 janvier 2024, le ministre de l'Économie Bruno Le Maire annonce une restauration partielle de la taxe intérieure de consommation finale sur l'électricité (TICFE) à partir du 1er février 2024. Cette taxe avait été ramenée fin 2021, dans le cadre du bouclier tarifaire, de 32 €/MWh pour les particuliers au minimum légal permis par les règles européennes (1 €/MWh pour les particuliers et 0,50 €/MWhs pour les entreprises), pour un coût budgétaire de 9 milliards d'euros par an. Elle passe à 21 €/MWh, ce qui augmente de 8,6 % la facture moyenne des clients résidentiels au tarif de base et de 9,8 % celle des ménages au tarif heures pleines/heures creuses.

## Présentation
La CSPE permettait jusqu'à 2015 de rétribuer les fournisseurs d'électricité (EDF et les entreprises locales de distribution) pour les surcoûts liés à la mission de service public qui leur incombe. Il s'agit en particulier de :
- l'obligation d'achat de l'électricité produite par la cogénération gaz et les énergies renouvelables : le surcoût est calculé à partir de la différence entre le tarif d’achat pour la filière considérée et les prix de marché de gros de l'électricité ; un calcul différent, fondé sur les prix de revient de production, est appliqué dans les zones non interconnectées (ZNI) ;
- la péréquation tarifaire : le surcoût de la production électrique dans certaines zones îliennes non connectées au réseau (ZNI : départements d'Outre-Mer et Corse) est calculé par différence entre le coût de production et la composante production du tarif de vente, tarif qui a été aligné sur celui de la métropole à la fin des années 1970 ;
- les aides sociales à l'achat d'électricité, en particulier depuis son classement en « produit de première nécessité » par la loi du 10 février 2000 (cf. Tarif de première nécessité) ;
- une partie des charges liées au tarif réglementé et transitoire d'ajustement au marché (TaRTAM), de la fin 2006 au 1er juillet 2011.

Elle servait également à financer le médiateur national de l'énergie.
La CSPE est payée par tous les consommateurs finaux d'électricité, avec un plafond pour les consommateurs des industries électro-intensives motivé par la volonté d'éviter de dégrader leur compétitivité à l'exportation (cf débats parlementaires lors de l'adoption de la loi, consultables sur le site internet de l'Assemblée Nationale).
Son montant était arrêté par le ministre chargé de l'énergie sur proposition de la Commission de régulation de l'énergie selon les surcoûts prévisionnels calculés. Si le ministre ne prenait pas d'arrêté avant le 31 décembre, la proposition de la CRE pour l'année suivante s'appliquait automatiquement, dans la limite d'une augmentation de 3 €/MWh par rapport à l'année précédente.
Le montant de la CSPE payé par ses redevables était limité par plusieurs mécanismes :
- l'électricité produite sur le site où elle est consommée n'est prise en compte pour le calcul de la CSPE qu'à partir de 240 GWh par an et par site de production[20] ;
- le montant de la contribution due est plafonné à 570 000 € environ par an et par site de consommation. Ce montant est révisable chaque année[21] ;
- il est également plafonné à 0,5 % de la valeur ajoutée pour les sociétés industrielles consommant plus de 7 GWh par an[22].

La part des consommations exonérées de CSPE dans la consommation intérieure prévisionnelle a été évaluée par la CRE à 19,6 % en 2011, 19,9 % en 2012, 18,1 % en 2013, 18,9 % en 2014, 22,2 % en 2015 et 21,4 % en 2016.
La réforme de 2015 a profondément modifié ce dispositif : la « nouvelle » CSPE (ex-TICFE) s'applique à l'ensemble des consommations à compter de 2016, quelle que soit la puissance souscrite et est collectée dans tous les cas par les fournisseurs d’énergie. Cette CSPE élargie est perçue par les services des Douanes et est intégrée, en tant que recette, au budget de l’État, au compte d'affection spéciale intitulé « Transition énergétique » qui sert notamment à financer les politiques de soutien aux énergies renouvelables.
Le compte d'affectation spécial « Transition énergétique » est créé pour financer l'électricité renouvelable, le biogaz et les effacements de consommation électrique ; il est alimenté par la « nouvelle » CSPE, par une portion de la TICGN (taxe sur le gaz) et de la TICPE (taxe applicable à la plupart des carburants, ex-TIPP), ainsi que par la totalité de la TICC (dite "taxe charbon"). Cet élargissement était demandé de longue date par le secteur électrique ; bien qu'il ait été initié assez modestement, il n'est pas interdit de penser que le mouvement ira en s'amplifiant. En parallèle, certaines dépenses anciennement financées par la CSPE sont réintégrées dans le budget général de l’État, dont les financements du Médiateur National de l’Énergie, des tarifs sociaux, de la cogénération et de l'électricité d'Outre-mer (hors soutien à la production renouvelable).
Pour l’année 2017, le taux de la nouvelle CSPE a été maintenu à 22,5 €/MWh. Son produit n’est en revanche plus affecté au compte d'affectation spécial (CAS), dont le financement est assuré par une part de la taxe intérieure sur les produits énergétiques (TICPE), qui porte sur les produits pétroliers, et de la taxe intérieure sur la consommation de charbon (TICC). Ces taxes sont recouvrées par les Douanes et reversées sur le CAS ou au budget général de l’État, lequel, en lien avec la CDC, assure les versements de compensation aux opérateurs supportant des charges.
La loi de finances 2017 alimente le Compte d’Affectation Spéciale Transition Energétique par une part significative du produit de la taxe intérieure de consommation sur les produits énergétiques (TICPE) qui s’applique essentiellement aux produits pétroliers : 6,9 milliards d’euros sur les plus de 17 milliards d’euros collectés nationalement par cette taxe iront abonder le compte d’affectation spéciale. Cette nouvelle orientation du financement des ENR en France confirme un virage profond de la politique fiscale du pays : assurer le financement des énergies renouvelables par les énergies les plus carbonées. Cependant, la CSPE est maintenue à 22,5 €/MWh, et le produit de ses recettes est reversé au budget général de l’État bien au-delà des besoins de la politique de service public de l’électricité (péréquation tarifaire et tarifs sociaux) ; de ce fait, l’électricité reste l’énergie thermique la plus taxée (entre 31 et 38 €/MWh, contre 8 à 15 €/MWh pour les autres énergies de chauffage), alors que c’est une énergie pourvoyeuse d’emplois non délocalisables et largement décarbonée.

### Prélèvement
La quasi-totalité des utilisateurs finals d'électricité doivent s'acquitter de la CSPE, c'est-à-dire les entreprises (sauf celles pour lesquelles la valeur de l’électricité consommée représente plus de la moitié du coût d’un produit, ainsi que celles appartenant à certains secteurs : énergie, métallurgie, une partie de la chimie), les collectivités et les particuliers. Ainsi, même les auto-producteurs et auto-consommateurs doivent payer la CSPE sauf dans le cas de l'électricité auto-produite et entièrement auto-consommée. Depuis 2016, il n'y a plus ni seuil minimal ni plafonnement et la taxe est due par les fournisseurs pour toute livraison à un consommateur final, quelle que soit la puissance souscrite. La CSPE est prélevée directement sur les factures d'électricité, son taux est le même pour tous les fournisseurs et est fixé à 22,50 €/MWh. Le montant dépend donc du nombre de kWh consommés sur une année[réf. souhaitée].

## Évolution des charges de service public

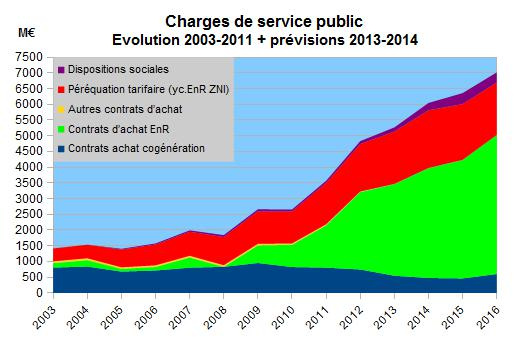
Charges de service public de l'électricité 2003-2014
Source : CRE (proposition charges 2013, octobre 2012)

Le graphique ci-contre montre l'évolution des charges de service public (surcoûts créés par les obligations de service public) constatées par la CRE de 2003 à 2014 et les prévisions établies par la CRE pour 2015 et 2016. On voit clairement l'envol des charges dues au surcoût des contrats d'achat d'énergies renouvelables, ainsi que la croissance continue des surcoûts dus à la péréquation tarifaire ; dans cette dernière rubrique, la CRE ne distingue pas les surcoûts de production dans les zones non interconnectées (ZNI) des surcoûts des contrats d'achat d'EnR dans les ZNI ; l'impact total des surcoûts des EnR est de ce fait sous-estimé.
À partir de 2016, le dispositif de prévision des charges de service public englobe le gaz en plus de l'électricité ; il répartit les charges entre leurs deux affectations possibles : le compte d'affectation spécial (CAS) « transition énergétique » et le programme budgétaire « Service public de l’énergie » (SPE) ; cette répartition est la suivante :
| Année | Total charges | de Électricité | de Gaz | vers CAS | vers Budget SPE |
| 2016  | 6 796,2       | 6 667,0        | 129.2  | 4 387,6  | 2 408,6         |
| 2017p | 7 221,1       | 7 074,5        | 146.6  | 4 831,3  | 2 389,8         |
| 2018  | 7 122,0       | 7 039,5        | 82.5   | 4 748,4  | 2 373,6         |

Les charges de service public découlant des contrats d'achat d'EnR dans les ZNI représentaient 117,5 M€ en 2011, 242,9 M€ en 2013 et 254,1 M€ en 2014 (éolien : 5,9 M€ ; photovoltaïque : 235,7 M€ ; autres EnR : 12,5 M€) ; en 2016, elles s'élevaient à 271,6 M€ (éolien : 4,7 M€ ; photovoltaïque : 249,1 M€ ; autres EnR : 17,8 M€) ; en 2018 : 283,8 M€ (éolien : 4,8 M€ ; photovoltaïque : 239,9 M€ ; autres EnR : 39,1 M€).
| Année                          | Contrats achat cogén. | Contrats d’achat EnR | Autres contrats d’achat | Total contrats d’achat | Compl. rémun. | Divers | Péréq. tarif. | Dispos. sociales | Gaz   | Total charges |
| 2003                           | 803,8                 | 142,0                | 71,8                    | 1 017,6                |               |        | 397,1         | 0                |       | 1 414,7       |
| 2004                           | 838,4                 | 207,7                | 134,5                   | 1 180,6                |               |        | 352,8         | 2,0              |       | 1 535,3       |
| 2005                           | 676,6                 | 96,3                 | 148,7                   | 921,6                  |               |        | 457,8         | 23,7             |       | 1 403,1       |
| 2006                           | 713,2                 | 119,8                | 184,0                   | 1 017,0                |               |        | 522,9         | 34,4             |       | 1 574,3       |
| 2007                           | 803,4                 | 337,3                | 221,2                   | 1 361,9                |               |        | 583,7         | 43,9             |       | 1 989,5       |
| 2008                           | 828,8                 | 14,1                 | 288,9                   | 1 131,8                |               |        | 647,9         | 59,2             | 5,7   | 1 844,6       |
| 2009                           | 950,4                 | 582,2                | 216,3                   | 1 748,9                |               |        | 846,4         | 66,3             | 18,4  | 2 679,9       |
| 2010                           | 823,1                 | 755,2                | 290,0                   | 1 868,3                |               |        | 724,4         | 61,7             | 18,1  | 2 672,6       |
| 2011                           | 801,7                 | 1 464,0              | 324,4                   | 2 590,1                |               |        | 910,7         | 68,4             | 20,4  | 3 589,5       |
| 2012                           | 743,8                 | 2 673,4              | 359,1                   | 3 776,3                |               |        | 959,9         | 93,8             | 32,1  | 4 862,1       |
| 2013                           | 546,9                 | 3 156,1              | 489,6                   | 4 192,6                |               |        | 939,7         | 133,4            | 50,2  | 5 315,8       |
| 2014                           | 450,5                 | 3 749,1              | 791,3                   | 4 990,9                |               | 24,3   | 798,7         | 223,0            | 82,9  | 6 119,9       |
| 2015                           | 462,4                 | 4 205,8              | 916,7                   | 5 584,9                |               | 32,3   | 697,6         | 294,3            | 102,8 | 6 712,0       |
| 2016                           | 445,6                 | 4 380,6              | 866,7                   | 5 692,9                |               | 51,9   | 617,6         | 304,7            | 129,2 | 6 796,2       |
| 2017                           | 526,2                 | 4 546,0              | 827,1                   | 5 899,3                | 0,2           | 50,2   | 586,8         | 302,1            | 125,6 | 6 964,3       |
| 2018                           | 706,8                 | 4 659,2              | 817,0                   | 6 183,0                | 8,9           | 56,5   | 581,7         | 109,3            | 82,5  | 7 122,0       |
| 2019p                          | 735,0                 | 4 996,2              | 913,3                   | 6 644,5                | 90,4          | 57,2   | 710,1         | 28,2             | 122,1 | 7 652,6       |
| 2020p                          | 737,0                 | 4 879,0              | 994,2                   | 6 610,2                | 235,8         | 94,7   | 693,7         | 32,1             | 249,3 | 7 915,7       |
| % 2020                         | 9,3 %                 | 61,6 %               | 12,6 %                  | 83,5 %                 | 3,0 %         | 1,2 %  | 8,8 %         | 1,3 %            | 3,1 % | 100 %         |
| 2019 et 2020 : prévisions CRE. |                       |                      |                         |                        |               |        |               |                  |       |               |

Le tableau ci-dessus prend en compte l'élargissement de l'assiette des tarifs sociaux, dits TPN (tarif de première nécessité), aux foyers dont le montant annuel des ressources est inférieur au montant ouvrant droit au bénéfice de l’aide au paiement d’une assurance complémentaire de santé (ACS), alors que jusqu'au début 2013 le plafond était celui donnant droit à la couverture maladie universelle complémentaire (CMU-C) (Loi no 2013-312 du 15 avril 2013 visant à préparer la transition vers un système énergétique sobre). La CRE prévoyait 3,52 millions de bénéficiaires en 2015 contre 1,67 fin 2013 et 1,205 fin 2012. En 2018, ces charges liées aux dispositions sociales baissent du fait de la création du chèque énergie en remplacement du tarif de première nécessité.

## Détail des charges de service public dues aux énergies renouvelables (EnR)

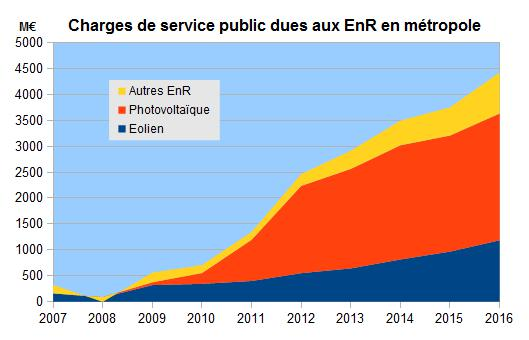
Charges de service public dues aux énergies renouvelables en métropole

Le détail des charges découlant des achats d'EnR est le suivant :
| M€ | 2007  | 2008  | 2009  | 2010  | 2011    | 2012    | 2013    | 2014    | 2015p   | 2016    | 2017p   | 2018    | % 2018 |
| Éolien | 158,8 | 80,9  | 319,2 | 343,4 | 399,7   | 550,0   | 641,8   | 814,8   | 966,5   | 1 004,0 | 1 284,5 | 1 182,6 | 27 %   |
| Photovoltaïque | 1,1   | 7,8   | 54,3  | 208,9 | 794,9   | 1 683,2 | 1 919,9 | 2 202,5 | 2 239,7 | 2 444,9 | 2 432,1 | 2 451,4 | 56 %   |
| Hydraulique | 111,3 | -70,0 | 115,5 | 80,7  | 151,8   | 228,4   | 351,4   | 477,7   | 545,3   | 660,0   | 750,6   | 741,5   | 17 %   |
| Biomasse | 16,6  | 9,2   | 20,9  | 29,5  | 151,8   | 228,4   | 351,4   | 477,7   | 545,3   | 660,0   | 750,6   | 741,5   | 17 %   |
| Biogaz | 10,1  | 4,3   | 25,1  | 30,0  | 151,8   | 228,4   | 351,4   | 477,7   | 545,3   | 660,0   | 750,6   | 741,5   | 17 %   |
| Incinération o.m.*                                                                                                   | 24,6  | -37,0 | 26,0  | 13,5  | 151,8   | 228,4   | 351,4   | 477,7   | 545,3   | 660,0   | 750,6   | 741,5   | 17 %   |
| Total charges EnR | 322,5 | -4,9  | 561,1 | 706,7 | 1 346,4 | 2 461,6 | 2 913,1 | 3 495,0 | 3 751,5 | 4 108,9 | 4 467,2 | 4 375,5 | 100,0  |
| * Incinération o.m. : Incinération des ordures ménagères. Sources : 2007-2010 : Cour des Comptes ; 2011-2015 : CRE,. |       |       |       |       |         |         |         |         |         |         |         |         |        |

Pour compléter ces données, voici les charges EnR des zones non interconnectées pour 2010-2015 :
| M€                        | 2010 | 2011  | 2012  | 2013  | 2014  | 2015p | 2016  | 2017p | 2018  | % 2018 |
| Éolien                    | 3,8  | 4,8   | 5,4   | 5,7   | 5,9   | 7,3   | 4,7   | 5,8   | 4,8   | 1,7 %  |
| Photovoltaïque            | 40,9 | 106,2 | 197,4 | 223,8 | 235,7 | 270,3 | 249,1 | 264,9 | 239,9 | 84,5 % |
| Autres EnR                | 3,8  | 6,7   | 9,0   | 13,4  | 12,5  | 12,2  | 17,8  | 28,2  | 39,1  | 13,8 % |
| Total charges EnR des ZNI | 48,5 | 117,7 | 211,8 | 242,9 | 254,1 | 289,8 | 271,6 | 298,9 | 363,2 | 100 %  |
| Source : CRE,.            |      |       |       |       |       |       |       |       |       |        |

Au total, sur la France entière, les charges dues aux EnR atteignaient 3 156,1 M€ en 2013, dont 2 143,7 M€ pour le photovoltaïque, soit 68 % ; 3 749,1 M€ en 2014, dont 2 438,2 M€ de photovoltaïque, soit 65 % ; 4 380,6 M€ en 2016, dont 2 694,0 M€ de photovoltaïque, soit 61,5 % ; elles sont prévues à 4 766,2 M€ en 2017, dont 2 697 M€ de photovoltaïque, soit 56,6 %, et à 5 390,9 M€ en 2018, dont 2 881,6 M€ de photovoltaïque, soit 53,5 %. On note que la part du photovoltaïque, tout en restant prépondérante, diminue progressivement du fait de la baisse des prix particulièrement rapide de cette énergie.
Au-delà de 2018, les charges engendrées par les appels d'offres lancés depuis 2011 s'élèveront au total à 65,4 Md€ (milliards d'euros) sur la durée de vie des contrats, dont la majeure partie du fait de l'éolien offshore : 26,45 Md€ pour l'appel d'offres de 2011, 14,27 Md€ pour celui de 2013, 4,69 Md€ pour le parc de Dunkerque (AO 2016) et 4,68 Md€ pour celui d'Oléron (AO 2017) ; du fait de ces charges supplémentaires, la CRE estime que les charges de service public liées aux EnR et à la cogénération en métropole passeront de 5,9 Md€ en 2018 à 8,0 Md€ en 2022.
Les coûts d'achat moyen par EDF (environ 90 % du total) pour les diverses EnR ont été, de 2010 à 2014, :
| €/MWh          | 2010  | 2011  | 2012  | 2013  | 2014  | variation 2014/10 |
| Éolien         | 84,1  | 85,3  | 87,4  | 88,2  | 88,6  | +5,4 %            |
| Photovoltaïque | 538,2 | 519,3 | 498,0 | 474,5 | 422,2 | -21,6 %           |
| Hydraulique    | 60,2  | 64,4  | 63,4  | 67,5  | 71,8  | +19,3 %           |
| Biomasse       | 98,4  | 107,3 | 119,1 | 128,9 | 133,3 | +35,5 %           |
| Biogaz         | 86,1  | 92,6  | 102,7 | 107,5 | 113,6 | +31,9 %           |
| Incinération   | 52,7  | 53,6  | 55,9  | 56,7  | 56,8  | +7,8 %            |

Les coûts moyens d'achat ci-dessus intègrent l'ensemble des contrats signés depuis la création du système ; ils sont donc différents des tarifs appliqués aux nouvelles installations, en particulier pour le photovoltaïque, dont les tarifs baissent.

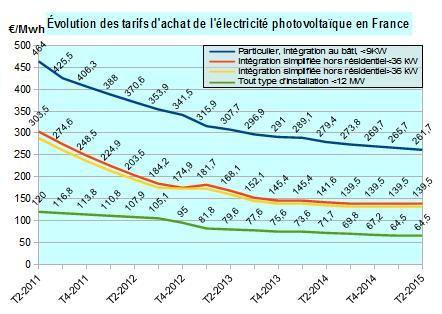
Évolution des tarifs d'achat de l'électricité photovoltaïque en France
source données : Commission de régulation de l'énergie,,

Le graphique ci-joint présente l'évolution des tarifs d'achat du solaire photovoltaïque depuis le 2e trimestre 2011 : en 4 ans, le tarif particuliers (<9 kWh, intégration au bâti) a baissé de 43,6 %, celui qui s'applique aux installations à intégration simplifiée au bâti, hors résidentiel (<36 kW) de 54 % et le tarif pour grandes installations de 46,3 %.
En comparaison, les prix de marché utilisés pour calculer les surcoûts prévisionnels étaient en moyenne de 47,9 €/MWh en 2010, 48,5 €/MWh en 2011, 45,5 €/MWh en 2012, 50,7 €/MWh en 2013, 41,9 €/MWh en 2014, 42,6 €/MWh en 2015 ; pour 2016, la CRE a adopté des méthodes de calcul des coûts évités plus affinées pour tenir compte des caractères plus ou moins aléatoires des productions ; par exemple, pour l'éolien, le prix a été en moyenne de 34,0 €/MWh, mais varie de 27,7 €/MWh en mai 2016 à 46,2 €/MWh en février 2016 ; pour le photovoltaïque, un calcul encore plus complexe prend en compte ses périodes de production centrées sur le milieu de journée, lorsque les prix spot sont les plus élevés sur le marché de gros,.
L'accroissement du surcoût des énergies renouvelables est très rapide ; les prévisions pour 2020 sont de 6,5 (EDF) à 8,4 Mds € (CRE), dont :
- éolien terrestre : 926 à 1 291 M€ ;
- éolien en mer : 1 172 à 2 572 M€ ;
- photovoltaïque : 2 080 à 2 778 M€ ;
- biomasse + biogaz : 1 196 à 1 667 M€.

## Évolution du montant unitaire

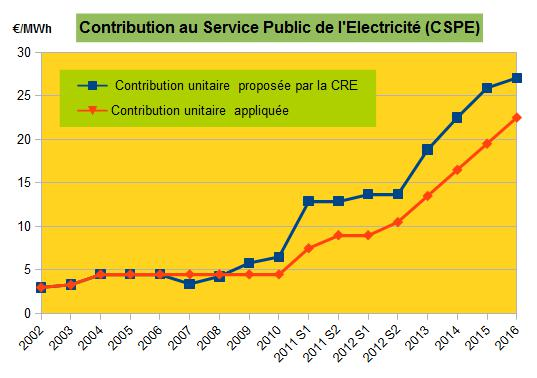
Contribution aux charges de service public de l'électricité, montants unitaires 2002-2016
Source : CRE

Le graphique ci-contre montre l'évolution des montants unitaires de la CSPE depuis 2002 : contribution unitaire proposée par la CRE et contribution unitaire appliquée sur décision du ministre chargé de l'énergie. On constate que depuis 2009 la CSPE appliquée ne parvient plus à couvrir les charges de service public.
| M€                                        | 2002    | 2003 | 2004 | 2005 | 2006 | 2007 | 2008 | 2009 | 2010 | 2011       | 2012        | 2013 | 2014 | 2015   | 2016   | 2017   | 2018 |
| Contribution unitaire proposée par la CRE | 3       | 3,3  | 4,5  | 4,5  | 4,5  | 3,4  | 4,26 | 5,8  | 6,5  | 12,9       | 13,7        | 18,8 | 22,5 | 25,9   | 27,05  |        |      |
| Contribution unitaire appliquée           | 3       | 3,3  | 4,5  | 4,5  | 4,5  | 4,5  | 4,5  | 4,5  | 4,5  | 7,5 puis 9 | 9 puis 10,5 | 13,5 | 16,5 | 19,5   | 22,5   | 22,5   | 22,5 |
| Notes                                     | [ N 7 ] |      |      |      |      |      |      |      |      |            | ,           | ,    | ,    | [ 26 ] | [ 27 ] | [ 31 ] |      |

La CSPE de 22,5 €/MWh, qui sera appliquée en 2016, représentera 16 % de la facture moyenne annuelle du consommateur alors que le montant prévisionnel calculé par la CRE l'aurait portée à 19 %.
Les compensations versées aux opérateurs en 2016 via la CSPE se sont élevées à 7 084 M€.
La CSPE devrait atteindre, selon la CRE, 30 €/MWh à l’horizon 2025, soit une hausse d’environ 50  % en dix ans. Les charges à couvrir atteindraient 10,9 milliards d’euros en 2025.
Dans sa proposition pour 2016, la CRE évalue la CSPE 2016 nécessaire à 9,8 Md€, dont 7,0 Md€ pour couvrir les charges prévisionnelles de l'année 2016 et 2,8 Md€ de reliquats sur exercices antérieurs, soit un montant unitaire de 27,05 €/MWh. La CRE précise qu'en l'absence d'arrêté avant le 31 décembre 2015, la CSPE sera augmentée de 3 €/MWh et s’élèvera alors à 22,5 €/MWh à compter du 1er janvier 2016, montant qui entrainerait un défaut de compensation d'EDF estimé à 1,4 Md€, mais permettrait de couvrir les charges prévisionnelles 2016 et de résorber une partie du défaut de recouvrement accumulé antérieurement.
L'augmentation annuelle de la CSPE est plafonnée à 3 €/MWh par l’article L.121-13 du code de l’énergie ; le défaut de compensation d’EDF pour l’exercice 2013 était estimé à 2 Md€. Cette augmentation de 3 €/MWh représentait en 2013 pour les clients résidentiels « une hausse de 2,5 % des factures, soit environ 15 euros par an et par ménage en moyenne, [...] La résorption de la dette envers EDF laissée par l'ancien gouvernement sera étalée sur plusieurs années », selon le ministère de l'Écologie et de l'Énergie. Ce plafonnement a été appliqué également pour les hausses du 1er janvier 2014 et du 1er janvier 2015.
La CRE a publié le 18/02/2013 un rapport sur le fonctionnement des marchés de détail français de l'électricité et du gaz naturel dans lequel elle annonce : « l’analyse prospective de l’évolution des tarifs réglementés de vente sur la période 2012-2017 fait apparaître que la hausse de la facture moyenne hors taxe d’un client résidentiel ou professionnel, qui atteint près de 30 % dans les projections de la CRE en euros courants (dont 10,4 % d’inflation), sera due pour plus du tiers à l’augmentation de la CSPE, laquelle s’explique pour l’essentiel par le développement des énergies renouvelables ».
Le Conseil d'État ayant annulé le 28 mai 2014 l'arrêté du 17 novembre 2008 qui fixait les conditions d’achat de l’électricité éolienne, la CRE a publié une délibération précisant que cette annulation ne donne pas droit à un remboursement de la CSPE.

## Impact économique
Le montant total collecté au titre de la CSPE a évolué comme suit : 
| Année | Mds € | Notes     |
| 2009  | 1,66  | [ CCc 3 ] |
| 2010  | 1,94  | [ 48 ]    |
| 2011  | 2,88  | [ 49 ]    |
| 2012  | 3,6   | [ 50 ]    |
| 2013  | 5,15  | [ 51 ]    |
| 2014  | 5,62  | [ 52 ]    |
| 2018  | 8,45  | [ 12 ]    |

La répartition du financement des charges en 2015 estimée par la CRE est la suivante :
- moyennes et grandes entreprises : 3 416 M€ (48 %)
- petits professionnels : 839 M€ (12 %)
- clients résidentiels : 2 886 M€ (40 %)

Le prix moyen toutes taxes comprises de l'électricité en France pour les ménages consommant entre 2 500 et 5 000 kWh au premier semestre 2014, tiré de la base de données d'Eurostat, était de 15,85 c€/kWh ; la CSPE de 16,5 €/MWh, soit 1,65 c€/kWh, en vigueur en 2014 représentait donc 10,4 % de la facture moyenne, et les 10 €/MWh relatifs au photovoltaïque représentent 6,3 % de la facture ; en 2015, la CSPE de 19,5 €/MWh représentera environ 11,8 % de la facture moyenne ; selon la CRE, la CSPE représentera en moyenne, pour l'ensemble des ménages, 16 % de la facture d'électricité en 2016 ; la part des énergies renouvelables dans la CSPE 2015 sera de 10,97 €/MWh.
Les charges de service public estimées 2014 pour les clients résidentiels étant de 2 112 M€, et le nombre de sites de consommation résidentiels étant de 31,36 millions au 30 septembre 2014, le coût annuel de la CSPE par abonné était en moyenne de 67,3 €.
La CRE estimait en 2015 le défaut de compensation pour EDF à 1 352 M€ en 2011, 1 081 M€ en 2012, 736 M€ en 2013 et 1 212 M€ en 2014, ce qui porte le déficit de recouvrement d'EDF cumulé depuis 2002 à 5 471 M€ à la fin 2014 ; elle prévoit un rattrapage de 587 M€ en 2015 et 1 521 M€ en 2016.
Le gouvernement a reconnu le 14 janvier 2013 ses dettes envers EDF, estimées à près de 5 milliards d'euros avec les coûts de portage, et s'est engagé à les rembourser d'ici 2018 par des augmentations de la CSPE, mais les augmentations plafonnées à 3 €/MWh par an par l’article L.121-13 du code de l’énergie sont insuffisantes pour y parvenir.
Par arrêté du 18 septembre 2014 des ministres chargés de l’énergie et des finances, la compensation due à EDF au titre des frais de portage qu’elle a supportés jusqu’au 31 décembre 2012 a été fixée à 627 M€. Ce montant est intégré au déficit de compensation dû à EDF au 1er janvier 2013. La CRE estime que les montants de CSPE prévus pour 2015 et 2016 permettront de couvrir les charges prévisionnelles et de commencer à résorber le défaut de recouvrement total supporté par EDF, qui serait ramené à 3 363 M€ fin 2016. Pour 2018, la CRE évalue à 1 709 M€ le montant à inclure dans les charges à compenser au titre de l'échéancier de remboursement du déficit de compensation passé. Ce remboursement devrait se terminer en 2020.

## Recommandations de l'IGF et de la Cour des comptes
Au début de 2010, à la suite de la flambée des demandes de rachat d'électricité photovoltaïque reçues par EDF en novembre-décembre 2009, le gouvernement a adopté des mesures d'urgence : mesures transitoires pour traiter l’afflux des demandes, ajustement des tarifs de rachat ; il a confié à l'Inspection générale des finances (IGF) une « mission relative à la régulation et au développement de la filière photovoltaïque en France » ; l'IGF a rendu son rapport en juin 2010.
Ce rapport met en évidence l'incohérence des réglementations mises en place dans le cadre du Grenelle de l'environnement et des objectifs européens 2020 pour favoriser le financement du développement de la filière photovoltaïque :
- tarifs d'achat trop attractifs (nettement supérieurs à ceux de la plupart des autres pays, et au coût effectif de production en forte baisse),
- cumul des avantages fiscaux (déductions d'impôt sur le revenu, déductions ISF-PME, aides des collectivités locales) avec les tarifs d'achat, le tout débouchant sur une rentabilité excessive des projets (TRI souvent supérieur à 20 %),
- fort déficit de la balance commerciale dans le domaine : 800 M€ en 2009 (soit 2 % du déficit commercial français)
- faible efficacité de ces aides, aussi bien en termes de réduction d'émissions de CO2[N 13] que de création d'emplois.

Il alertait les pouvoirs publics sur le risque d'explosion de la CSPE, et proposait une série de mesures pour atténuer l'impact du photovoltaïque : baisse immédiate des tarifs de rachat, mise en place d'appels d'offres pour les gros projets et d'un mécanisme de baisses automatiques trimestrielles des tarifs de rachat pour les petits...
Ces mesures ont été effectivement mises en place fin 2010, assorties d'un moratoire de trois mois sur les raccordements des installations photovoltaïques ; elles ont globalement réussi à assainir la filière, mais la file d'attente des projets de 2009 n'était pas encore totalement résorbée à la fin de 2012.
Dans son rapport annuel public 2011, la Cour des comptes consacrait un chapitre à la CSPE, constatant que, du fait que son taux était resté inchangé depuis 2004, à 4,5 €/MWh, elle ne permettait plus de couvrir les surcoûts imposés aux producteurs d’électricité. À fin 2010, le déficit cumulé atteignait 2,8 Mds € et pesait sur le fonds de roulement d’EDF.
La loi de Finances 2011 avait relevé ce taux, mais dans des proportions insuffisantes, et la Cour formulait 4 recommandations :
- maîtriser les facteurs de croissance des charges de service public de l’électricité, en particulier le système de l’obligation d’achat, à des tarifs trop attractifs, fonctionnant « à guichet ouvert », notamment pour la filière photovoltaïque ;
- s’interroger sur l’opportunité de continuer à soutenir des filières qui ne figurent pas parmi les priorités gouvernementales en matière de politique énergétique, comme la cogénération ;
- remettre à plat le dispositif d’ensemble afin d’en rendre le fonctionnement plus lisible et d’en clarifier le statut fiscal[N 14] ;
- réexaminer le financement du soutien au développement des énergies renouvelables et des autres charges du service public de l’électricité, par le consommateur d’énergie (et non par le consommateur d’électricité uniquement).

Ce dernier point est très important : en faisant supporter le surcoût des EnR aux seuls consommateurs d'électricité, la CSPE affaiblit la compétitivité de cette énergie par rapport aux énergies émettrices de gaz à effet de serre, ce qui va directement à l'encontre du but poursuivi. En toute logique, les surcoûts des EnR devraient être supportés par les consommateurs d'énergies émettrices de gaz à effet de serre (gaz, produits pétroliers, charbon) et non par ceux d'électricité.

## Nouvelles orientations européennes
Le financement des énergies renouvelables via la CSPE est en grande partie remis en cause par les nouvelles orientations de la Commission européenne : le commissaire européen à la Concurrence Joaquín Almunia a présenté le 9 avril 2014 un projet de « nouvelles lignes directrices concernant les aides d’État à la protection de l'environnement et de l'énergie » destiné à mettre fin progressivement au régime dérogatoire à la règle de la libre concurrence qui interdit les aides d'état, dont bénéficiaient les énergies renouvelables afin de favoriser leur montée en puissance ; la Commission estime que ce système a fait son temps, a rempli son objectif puisque les énergies renouvelables assurent désormais 14 % de l'approvisionnement énergétique européen, et a provoqué des "bulles" et des abus, notamment du fait des tarifs garantis pour le photovoltaïque. Elle propose donc pour la période 2014-2020 :
- d'interdire le système de prix garantis pour toutes les installations solaires de plus de 500 kW et éoliennes de plus de 3 MW ;
- de privilégier désormais un système d'appel d'offres sans discrimination entre énergies renouvelables (le solaire l'emportera dans les régions ensoleillées, l'éolien dans les régions ventées, la biomasse dans les régions forestières, etc) afin de réintégrer l'électricité verte dans les mécanismes de marché ;
- de prévoir des régimes plus souples (mais complexes) pour les technologies non matures ;
- d'interdire les soutiens aux biocarburants de première génération à l'horizon 2020 ;
- de maintenir le régime dérogatoire dont bénéficient les industries les plus énergivores pour plafonner leur contribution au financement des énergies renouvelables : 65 secteurs (ciment, aluminium, etc).

Le ministère de l'Énergie a annoncé le 16 janvier 2015 que, conformément aux nouvelles lignes directrices sur les aides d’État adoptées en avril 2014 par la Commission européenne, le système actuel des tarifs d’achat sera remplacé par un dispositif de vente sur le marché, assorti d’une prime variable, calculée par différence entre le prix moyen de l’électricité sur le marché et un prix cible maximal. Un dispositif calqué sur le modèle allemand ou le « contract for difference » britannique. Cette évolution s’appliquera seulement aux grandes installations (hors filières émergentes comme l’éolien en mer). À compter du 1er janvier 2017, les producteurs devront aussi renoncer au système du guichet ouvert pour les installations d’une certaine taille, qui seront alors attribuées exclusivement par appel d’offres.
La loi sur la transition énergétique supprime, à compter du 1er janvier 2016, le système des tarifs d’achat réglementés dont bénéficient les énergies renouvelables, le remplaçant par un dispositif de vente sur le marché assorti d’une prime ; ce nouveau dispositif s’appliquera aux installations de puissance installée supérieure à 500 kilowatts, hors filières émergentes comme l’éolien en mer ; l’éolien terrestre bénéficiera d’un délai supplémentaire, probablement de deux ans ; le solaire photovoltaïque, qui dépend des appels d’offres pour les grandes centrales, sera concerné dès 2016, ainsi que la biomasse, la géothermie et le biogaz.

## Taxation de l'électricité
La taxe sur la consommation finale d'électricité (TCFE) est un prélèvement spécifique sur l'électricité consommée en France. Elle s'inscrit dans le cadre des taxes énergétiques visant à encourager une utilisation plus responsable de l'énergie.
En septembre 2023, le gouvernement français a annoncé une augmentation de la TCFE, qui prendra effet le 1er février 2025.
Cette mesure vise à aligner la fiscalité de l'électricité sur celle des autres produits énergétiques et à soutenir les finances publiques dans un contexte post-crise.
Cette hausse affectera tous les fournisseurs d'électricité, y compris EDF et les fournisseurs alternatifs, et se traduira par une augmentation des factures pour les consommateurs finaux. Les ménages pourraient voir leur facture annuelle augmenter de plusieurs dizaines d'euros, selon leur consommation.
Certains fournisseurs, tels qu'EDF, ont annoncé une baisse de leurs tarifs de base. Toutefois, l'impact réel pour les consommateurs sera atténué par l'augmentation de la TCFE, maintenant les tarifs globaux à un niveau similaire ou supérieur.
Cette situation pourrait inciter les ménages et les entreprises à se tourner vers des sources d'énergie renouvelable, notamment l'énergie solaire photovoltaïque, afin de réduire leur dépendance au réseau électrique national et de maîtriser leurs dépenses énergétiques.

## Taxes analogues sur le gaz naturel
Les factures des consommateurs de gaz naturel comportaient jusqu'en 2015 deux taxes, calculée en fonction de la consommation de gaz, qui remplissent des fonctions analogues à celles de la CSPE :
- la Contribution au Tarif Spécial de Solidarité Gaz (CTSSG), qui permet de financer le Tarif Spécial de Solidarité Gaz en faveur des clients démunis, ainsi que la moitié du budget du médiateur national de l’énergie ; en 2014, son montant était de 0,2 €/MWh.
- la Contribution biométhane (appelée également Contribution au service public du gaz - CSPG), qui permet de financer l’achat de biométhane injecté dans les réseaux de gaz naturel ; en 2014, son montant était de 0,007 2 €/MWh.

On note qu'en comparaison des 16,5 €/MWh de la CSPE, le gaz est beaucoup moins taxé que l'électricité.
Les charges de service public sur le gaz sont définies à l'article 121-36 du code de l'énergie. La loi de finances rectificative pour 2015 a réformé la fiscalité énergétique, regroupant les charges de service public de l'électricité et du gaz sous la dénomination de « charges de service public de l'énergie » et les intégrant au budget de l'État, où elles sont affectées à deux postes : le compte d’affectation spécial (CAS) « Transition énergétique » et un programme budgétaire « Service public de l’énergie » ; le CAS regroupe les charges liées au soutien aux énergies renouvelables et à l'effacement, et le programme budgétaire « Service public de l’énergie » regroupe les autres charges : péréquation ZNI, soutien à la cogénération, dispositifs sociaux, frais de gestion. En gaz, la CTSSG et la contribution biométhane ont été supprimées et remplacées en 2016 par une augmentation de la taxe intérieure sur la consommation de gaz naturel (TICGN), dont le taux a été fixé à 4,34 €/MWh PCS, une fraction de 2,16 % de son produit étant affectée au CAS.
Au 1er janvier 2024, la TICGN passe de 8,37 €/MWh à 16,37 €/MWh. Elle est ainsi portée à son niveau maximal, dans le but d'encourager le passage à des sources d'énergie plus neutres en carbone.